# Pakistan Army Aviation Corps
Il Pakistan Army Aviation Corps (in urdu آرمى اويشن كور‎?) è il corpo di aviazione dell'esercito pakistano, ed ha il compito di fornire il supporto aereo in combattimento e la logistica aerea per l'esercito pakistano.

## Mezzi aerei
Sezione aggiornata annualmente in base al World Air Force di Flightglobal del corrente anno. Tale dossier non contempla UAV, aerei da trasporto VIP ed eventuali incidenti accorsi durante l'anno della sua pubblicazione. Modifiche giornaliere o mensili che potrebbero portare a discordanze nel tipo di modelli in servizio e nel loro numero rispetto a WAF, vengono apportate in base a siti specializzati, periodici mensili e bimestrali. Tali modifiche vengono apportate onde rendere quanto più aggiornata la tabella.
A luglio 2024, l'Army Aviation Corps aveva in forza un totale di oltre 560 velivoli, di cui 320 ad ala rotante e 240 ad ala fissa.
| Aeromobile                       | Origine         | Tipo                          | Versione (denominazione locale) | In servizio (2024) | Note | Immagine |
| Aerei per impieghi speciali      |                 |                               |                                 |                    | |          |
| Beechcraft King Air 350          | Stati Uniti     | aereo da ricognizione         | B350 ISR                        | 1                  | 2 consegnati a partire dal 2012. Uno perso in un incidente a luglio 2019. |          |
| Aerei da trasporto               |                 |                               |                                 |                    | |          |
| Beechcraft King Air 350          | Stati Uniti     | aereo da trasporto            | B350                            | 5                  | 5 consegnati a partire dal 2012. |          |
| Cessna 208 Grand Caravan         | Stati Uniti     | aereo da trasporto            | C208B EX                        | 13                 | Ulteriori 2 Cessna 208B Caravan EX sono stati consegnati a dicembre 2020. |          |
| Harbin Y-12                      | Cina            | aereo da trasporto            | Y-12                            | 4                  | |          |
| Cessna Citation Bravo            | Stati Uniti     | aereo da trasporto            | Citation Bravo                  | 1                  | |          |
| Aero Commander Turbo Commander   | Stati Uniti     | aereo da trasporto            | Turbo Commander                 | 2                  | |          |
| Aerei da addestramento           |                 |                               |                                 |                    | |          |
| PAC MFI-17 Mushshak              | Svezia Pakistan | aereo da addestramento        | MFI-17                          | 214                | Per il WAF 2024, sono 214 gli esemplari in servizio.cAltre fonti indicano circa 200 esemplari in servizio al luglio 2024. |          |
| Elicotteri                       |                 |                               |                                 |                    | |          |
| Bell AH-1 Cobra                  | Stati Uniti     | elicottero d'attacco          | AH-1S                           | 40                 | 54 AH-1S consegnati a partire dal 1984. Dei 48 ancora in organico al gennaio 2021, circa 40 sono ancora in condizioni di volo, mentre gli altri vengono cannibalizzati per ricavarne parti di ricambio. |          |
| Bell AH-1Z Viper                 | Stati Uniti     | elicottero d'attacco          | AH-1Z                           | 0                  | 12 esemplari (più 3 opzioni) ordinati. 9 dei 12 elicotteri ordinati, dal 2018, sono immagazzinati presso il 309th Aerospace and Regeneration Group (AMARG), in Arizona, dopo il blocco delle consegne dovuto alla sospensione dell'assistenza militare al Pakistan da parte dell'amministrazione Trump. |          |
| Mil Mi-35 Hind-E                 | Russia          | elicottero d'attacco          | Mi-35M                          | 4                  | 4 Mi-35M Hind-E consegnati entro agosto 2017. |          |
| CAIC Z-10                        | Cina            | elicottero d'attacco          | Z-10ME                          | 6?                 | 3 Z-10 forniti a scopo valutativo nel 2015, ma restituiti dopo che le prove, svoltesi in siti ad alta quota e in aree sopra i 4.000 metri, rivelarono i limiti dei motori WZ-9 allora installati, che erogavano solo 957 kilowatt, rendendo impraticabile un equipaggiamento completo in condizioni di alta quota. Alcune fonti riferivano che gli esemplari ordinati sarebbero stati 17 e con addirittura già sei esemplari in servizio dal 2022. Solo a luglio 2025, dopo il rilascio di immagini da parte dei media pakistani, l'entrata in servizio dello Z-10ME è stata ufficializzata, anche se non è stato specificato il numero degli esemplari ordinati. |          |
| Bell UH-1 Iroquois               | Stati Uniti     | elicottero utility            | UH-1H                           | 1                  | |          |
| AgustaWestland AW139             | Italia          | elicottero utility            | AW139                           | 7                  | |          |
| Bell 206                         | Stati Uniti     | elicottero utility            | B 206                           | 18                 | |          |
| Bell 412                         | Stati Uniti     | elicottero utility            | Bell 412EP                      | 33                 | |          |
| Aérospatiale AS 350 Écureuil     | Unione europea  | elicottero utility            | AS 350B3AS 550C3                | 31                 | Uno dei 32 AS550 C3 Fennec in servizio a fine 2020, è stato perso il 26 dicembre dello stesso anno. |          |
| Mil Mi-17 Hip                    | Russia          | elicottero da trasporto medio | Mi-8Mi-17Mi-171                 | 50                 | |          |
| Aérospatiale SA 330 Puma         | Francia         | elicottero da trasporto medio | SA330IAR 330L                   | 34                 | 32 SA 330J ricevuti a partire dal 1977. 4 IAR 330L ricevuti negli anni ottanta. Un esemplare è stato perso durante la missione ONU nella Repubblica Democratica del Congo. |          |
| Aérospatiale SA 315B Lama        | Francia         | elicottero utility            | SA315B                          | 17                 | |          |
| Sud-Aviation SA 316 Alouette III | Francia         | elicottero utility            | SA316B                          | 13                 | |          |
| Hughes 269                       | Stati Uniti     | elicottero da addestramento   | Hughes 269                      | 15                 | |          |
| Enstrom 280                      | Stati Uniti     | elicottero da addestramento   | Enstrom 280                     | 19                 | |          |